# Frittlingen
Frittlingen es un municipio alemán de unos 2100 habitantes perteneciente al distrito de Tuttlingen, en el estado federado de Baden-Wurtemberg. Está ubicado al borde de la sierra de Jura de Suabia.